# لويس ميلا
لويس ميلا (بالإسبانية: Luis Milla)‏ (12 مارس 1966 تيروال إسبانيا - ) هو لاعب كرة قدم إسباني، يلعب كلاعب وسط.

## روابط خارجية
- لويس ميلا على موقع قاعدة بيانات كرة القدم.إي يو (الإنجليزية)
- لويس ميلا على موقع ناشيونال فوتبول تيمز (الإنجليزية)
- لويس ميلا على موقع عالم كرة القدم.نت (الإنجليزية)
- لويس ميلا على موقع أوليمبيديا (الإنجليزية)